# Gilyén Jenő
Gilyén Jenő (Révkomárom, 1918. december 29. – 2011. július 13.) Kossuth-díjas építészmérnök, kandidátus, címzetes egyetemi tanár.
Testvérei közül Gilyén József és Gilyén Nándor (1931–2010) szintén építészmérnök, Gilyén Elemér építőmérnök lett.

## Munkássága
1937-ben a Kemény Zsigmond reáliskolában szerezte meg érettségi bizonyítványát. 1938-tól a József Nádor Műszaki és Gazdaságtudományi Egyetemen építészmérnöknek tanult. 1943-ban diplomázott. 1941-től Csonka Pál mellett segédtervezőként dolgozott.
1943-tól 1947-ig tanársegéd lett az Alkalmazott Szilárdságtani Tanszéken. 1945-től építésvezetőként és tervezőként is dolgozott. Részt vett a második világháború utáni helyreállítási munkákban. Építési ellenőre volt a budapesti Jászai Mari téren álló négy romos házból álló háztömb irodaházként történő újjáépítésének. (Ez lett azután a Belügyminisztérium épülete, majd az MSZMP KB székháza, jelenleg Képviselői Irodaházként funkcionál.) Mezőgazdasági létesítmények, valamint a Kőbányai Egészségház statikai tervezésével foglalkozott.
1950-től a Városépítési Tervezési Irodához (Váti), majd 1951-től a Középülettervező Vállalathoz (Közti) helyezték és kinevezték a Népstadion építésének vezető statikusává. Az építkezés során a szakemberek észlelték, hogy az akkor gyerekcipőben járó előregyártó építéstechnológia és a gyenge minőségű munka miatt a stadion szerkezeti elemei nem fogják bírni a terhelést. Gilyén más statikai megoldásokkal próbálkozott, ami bontást is igényelt. Ennek kapcsán a munka szabotálása miatt feljelentették. 1956-tól közintézmények előre gyártott elemeinek tervezésével foglalkozó csoport vezetője volt. A forradalom után két éven át beosztott tervező lett.
1960-tól az Építésügyi Minisztérium Típustervezési Központjának volt a főmérnöke, majd a Tervezésfejlesztési és Típustervező Intézethez került. Fő tevékenysége a panelházak szerkezeti honosítása és fejlesztése volt. 1980-ban kérte nyugdíjazását. Ezután építőipari cégeknél volt vezető tervező, szaktanácsadó. Számos szakmai publikációt jelentetett meg.

## Díjai, elismerései
- munkaérdemrend II. fokozata (1953)
- Kossuth-díj II. fokozata (1954)
- Alpár Ignác-emlékérem (1966)[4]
- munkaérdemrend II. fokozata (1972)
- műszaki tudományok kandidátusa (1979)
- címzetes egyetemi tanár (1982)
- Csonka Pál-emlékérem (1989)